# 乌林朝鲜族乡
乌林朝鲜族乡（中国朝鲜语：／）是中华人民共和国吉林省吉林市蛟河市下辖的一个民族乡。

## 行政区划
乌林朝鲜族乡下辖以下村级行政区划单位：
友谊村、乌林村、八家子村、太平村、春光村、厂沟村、乌林沟村、罗圈崴子村、刘家店村、南岗子村、东岗村、新安村、鲜丰村、亮子村、富太村、马鞍山村、马场村、高家村、靠林村和青顶子村。